# Bicorp
Bicorp – gmina w Hiszpanii, w prowincji Walencja, we wspólnocie autonomicznej Walencja, o powierzchni 136,5 km². W 2011 roku liczyła 556 mieszkańców.